# Cani anticarro
I cani anticarro (in russo собаки-истребители танков?, sobaki-istrebiteli tankov o противотанковые собаки, protivotankovye sobaki; in tedesco Panzerabwehrhunde o Hundeminen cani addestrati con mine) furono dei reparti cinofili addestrati dalle forze armate sovietiche e russe tra il 1930 e il 1946, e usati in combattimento durante la Seconda guerra mondiale contro i carri armati tedeschi tra il 1941 e il 1943. Sebbene l'addestramento originale dei cani prevedesse lo sgancio della bomba e il ritorno dell'animale prima dell'esplosione, la poca efficacia ha portato all'introduzione di una spoletta che veniva attivata nel momento dell'impatto.
L'esercito americano ha addestrato cani anticarro nel 1943 per l'uso contro le fortificazioni, ma non li ha mai schierati.
I cani che trasportavano esplosivi furono usati senza successo dai guerriglieri iracheni, nel quadro della guerra in Iraq, all'inizio del XXI secolo.

## Storia
Nel 1924, il Soviet militare rivoluzionario dell'Unione Sovietica approvò l'uso dei cani per scopi militari, includendo un'ampia varietà di compiti alle unità cinofile (salvataggio, invio di primo soccorso, comunicazioni, tracciamento di mine e persone, supporto al combattimento, trasporto di rifornimenti e feriti in slitte e distruzione di obiettivi nemici). A tal fine, è stata fondata una scuola di addestramento per cani specializzata nell'Oblast di Mosca. Poco dopo furono fondate dodici scuole regionali, di cui tre incentrate sull'addestramento di cani anticarro. L'Armata Rossa non aveva addestratori di cani specializzati, quindi doveva reclutare addestratori di cani da caccia, personale della polizia cinofila e persino da addestratori nei circhi. Sono stati coinvolti anche diversi rinomati biologi ed etologi, al fine di organizzare un programma di formazione su larga scala. I cani da pastore tedesco sono stati la prima scelta per il programma grazie alle loro capacità fisiche e alla facilità di addestramento, ma sono stati addestrati anche cani di altre razze. L'idea di utilizzare i cani come mine mobili è stata sviluppata negli anni '30, insieme al design della mina che sarebbe stata attaccata al cane. Nel 1935, le unità cinofile anticarro furono ufficialmente incluse nell'Armata Rossa.

## Addestramento
L'idea originale era che un cane portasse una bomba attaccata al suo corpo per mezzo di un'imbracatura fino a raggiungimento di un obiettivo statico specifico. Il cane avrebbe quindi rilasciato la bomba tirando con i denti un guinzaglio a rilascio automatico e sarebbe tornato indietro mentre la bomba sarebbe poi stata fatta esplodere da una spoletta cronometrica o da un telecomando.  L'insolito metodo risultò particolarmente costoso per l'epoca e i primi test diedero esiti largamente negativi (gli animali si comportavano bene su un singolo bersaglio, ma erano confusi se il bersaglio o la sua posizione venivano cambiati, tendendo a tornare frequentemente al loro allenatore senza aver sganciato la bomba, situazione che avrebbe portato alla potenziale esplosione durante un conflitto
I continui fallimenti hanno quindi portato alla semplificazione del processo. La bomba sarebbe ancora attaccata al cane da un'imbracatura, ma esploderebbe all'impatto con il bersaglio uccidendo anche l'animale. Mentre nel primo programma il cane veniva addestrato a localizzare un bersaglio specifico, questo compito venne progressivamente semplificato riducendosi alla localizzazione di qualsiasi carro armato nemico. All'inizio gli addestramenti prevedevano carri armati generalmente immobili e spenti per poi ricostruire, con l'avanzamento del allenamento, situazioni di battaglia con esplosioni, colpi a salve e motori accesi per abituare l'animale a contesti di guerra.